# General Dynamics F-111
General Dynamics F-111 – amerykański samolot dalekiego zasięgu o zmiennej geometrii skrzydeł używany jako bombowiec strategiczny, samolot rozpoznawczy i szturmowy, a także jako samolot walki radioelektronicznej. Początkowo postrzegano projekt F-111 jako kosztowny błąd, ale w rezultacie uzyskano bardzo dobry, chociaż drogi samolot. Nazwa kodowa Aardvark oznacza mrównika i początkowo była ona nieoficjalna, nadana ze względu na charakterystyczny kształt maszyny z wydłużonym dziobem. Pierwszy lot zbudowanego dla Sił Powietrznych samolotu F-111A odbył się 21 grudnia 1964 roku, a wprowadzenie do uzbrojenia USAF 18 lipca 1967 roku. Oficjalnie nazwę Aardvark przyjęto podczas ceremonii wycofania samolotu ze służby w USAF w dniu 27 lipca 1996 roku. Po wycofaniu samolotu ze służby w Stanach Zjednoczonych F-111 Aardvark służył w Królewskich Siłach Powietrznych Australii do końca 2010.

## Historia rozwoju
Początki F-111 sięgają ambitnego projektu TFX (Tactical Fighter Experimental – ang. Eksperymentalny Myśliwiec Taktyczny), z początku lat 60., którego celem było skonstruowanie samolotu spełniającego wymagania zarówno Sił Powietrznych (USAF) potrzebujących maszyny myśliwsko-bombowej, jak i Marynarki Wojennej (US Navy) poszukującej stacjonującego na lotniskowcu myśliwca dalekiego zasięgu służącego do obrony powietrznej i mającego zastąpić przestarzałe F-4 Phantom II i F-8 Crusader.
Zgodnie z ówczesnymi trendami konstrukcyjnymi, zbudowano samolot zdolny latać z bardzo dużymi prędkościami, o dużej mocy silników i wyposażony w pociski rakietowe do walki powietrznej.
Dowództwo Sił Powietrznych (Tactical Air Command) koncentrowało się głównie na roli samolotu jako myśliwsko-bombowego zdolnego wykonywać dalekie misje bombowe, włącznie z atakiem nuklearnym (zwłaszcza we wczesnych latach 60). W czerwcu 1960 roku USAF określił wymagania dla samolotu dalekiego zasięgu zdolnego do przełamania radzieckiej obrony powietrznej na bardzo niskim pułapie i z dużą prędkością, mogącego wykonać atak nuklearny na kluczowe obiekty wroga takie jak lotniska czy magazyny zaopatrzenia. Określono też prędkość na niskim pułapie na 1,2 Macha i 2,5 Macha na dużej wysokości. Wymagany promień działania określono na 1475 km, a maksymalny zasięg miał umożliwić przelot do Europy bez tankowania. Zdolność do powietrznej walki manewrowej i obecność uzbrojenia strzeleckiego uznano za mniej ważną, ale po kilku latach użytkowania zmieniono zdanie i wprowadzono je na wyposażenie samolotu, ale stało się to dopiero po zakończeniu prac konstrukcyjnych.
W tym czasie Marynarka Wojenna Stanów Zjednoczonych poszukiwała samolotu myśliwskiego do obrony powietrznej grup lotniskowców, zdolnego przechwycić radzieckie bombowce odrzutowe nowej generacji, uzbrojone w potężne pociski przeciwokrętowe z głowicami atomowymi. Marynarka potrzebowała samolotu obrony powietrznej o lepszych charakterystykach i większej ładowności niż F-4 Phantom II, wyposażonego w mocny radar i zestaw pocisków rakietowych dalekiego zasięgu do eliminowania zarówno bombowców, jak i wystrzelonych przez nie pocisków przeciwokrętowych. Od czasu zaniechania projektu samolotu F6D Missileer w grudniu 1960 roku, US Navy ponownie rozważyła możliwość zastosowania zmiennej geometrii skrzydeł w samolocie obrony powietrznej floty. Tendencje projektowania coraz większych, lepiej uzbrojonych myśliwców postawiły przed marynarką wojenną duży problem – już ówczesna generacja samolotów ledwie była zdolna do lądowania na pokładach lotniskowców, a dalszy rozwój i zwiększanie masy maszyn ten problem powiększał. Konstrukcja samolotu zoptymalizowana dla dużych prędkości, najczęściej ze skrzydłami o bardzo dużym skosie, była nieefektywna dla prędkości przelotowych i prowadziła do zmniejszenia zasięgu i udźwigu uzbrojenia, skutkując również bardzo dużą prędkością lądowania. Z drugiej strony konstrukcja samolotu ze skrzydłami o mniejszym skosie, umożliwiała przenoszenie większej masy uzbrojenia na dłuższe dystanse i jednoczesnym mniejszym zużyciu paliwa, ale osiągane prędkości były o wiele mniejsze. Zmienna geometria skrzydeł, wypróbowana w zarzuconym w 1953 roku projekcie samolotu XF10F Jaguar, umożliwiała uzyskanie wszystkich zalet obydwu rozwiązań w jednej konstrukcji. Początkowo budzący duże kontrowersje projekt został zaakceptowany. Postanowiono zbudować samolot, który w oparciu o te same rozwiązania mechaniczne, mógłby spełniać różne wymagania i byłby budowany w wielu wersjach.

### Tactical Fighter Experimental (TFX)
Wymagania dotyczące projektu nowego samolotu nazwanego roboczo jako TFX przekazano wytwórniom Boeing, General Dynamics, Lockheed, Northrop, Grumman, McDonnell, Douglas Aircraft Company, North American Aviation i Republic Aviation. W grudniu 1961 roku przedstawiono 9 propozycji i chociaż żadne z rozwiązań nie spełniało wszystkich wymagań sił powietrznych i marynarki, to 19 stycznia 1962 roku wyłoniono dwa projekty, opracowane przez Boeinga i General Dynamics jako najbardziej obiecujące. Mimo lepszych opinii na temat projektu Boeinga ostatecznie wybrano projekt wytwórni General Dynamics, a jako głównego podwykonawcę firmę Grumman.
TFX był samolotem o masie własnej 20 ton i maksymalnej masie startowej sięgającej 50 ton. Jako materiału konstrukcyjnego kadłuba użyto tytanu co spowodowało zmniejszenie masy maszyny, ale jednocześnie doprowadziło do podniesienia jej ceny. Napęd stanowiły dwa silniki dwuprzepływowe TF30-P-100 z dopalaczem o ciągu 80 kN każdy. Skrzydła zamontowane na dwóch sworzniach umożliwiały ustawienie w konfiguracji do startu i lądowania, oraz lotu patrolowego pod skosem 16°, lotu z dużą prędkością poddźwiękową pod skosem 35° lub pod skosem 72,5° dla prędkości maksymalnych, większych niż 2 Ma.
Ze względu na nalegania US Navy załogę F-111 stanowiły dwie osoby siedzące w kabinie obok siebie. Modele produkcyjne nie miały foteli wyrzucanych; zamiast tego zastosowano hermetyczną kabinę załogi oddzielającą się od maszyny w całości jako kapsuła ratunkowa. W sytuacji awaryjnej najpierw był odstrzeliwany cały dziób maszyny, a następnie kabina, która opadała na spadochronie. Zastosowanie takiego rozwiązania umożliwiało pracę załogi w zwykłym ubraniu, bez kombinezonów ciśnieniowych i masek tlenowych. Jedynym samolotem mającym podobne rozwiązanie był produkowany przez Rockwella bombowiec B-1A, ale modele produkcyjne B-1B miały klasyczny system foteli wyrzucanych.

### Projekt

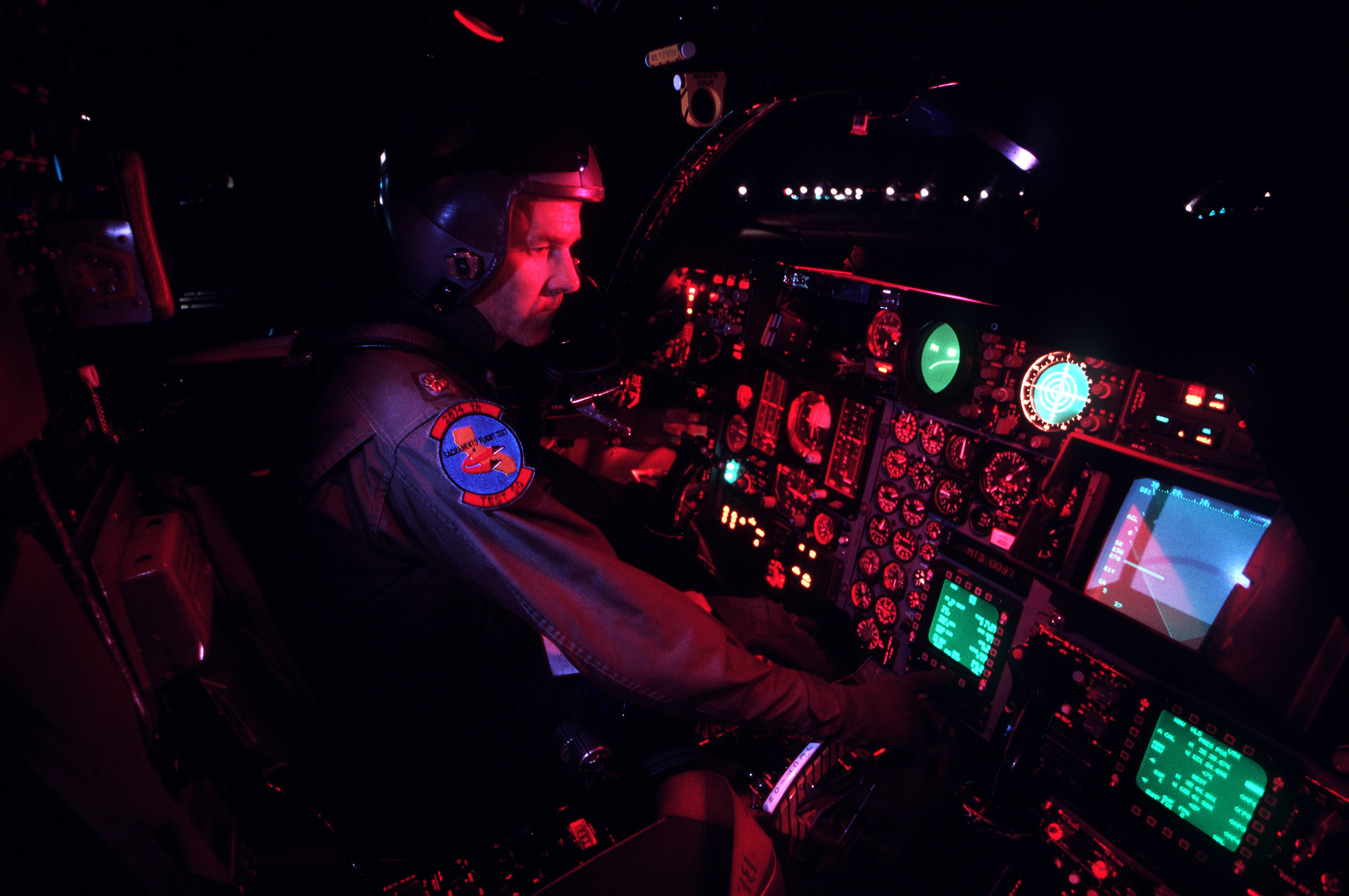
Kokpit F-111 Aardvark podczas misji nocnej

Pierwszy lot zbudowanego dla Sił Powietrznych samolotu F-111A odbył się 21 grudnia 1964 roku, a wprowadzenie do uzbrojenia USAF 18 lipca 1967 roku. Wersja dla US Navy, F-111B różniła się od wersji A krótszym o 1,07 m dziobem ze względu na konieczność dostosowania wymiarów maszyny do wind przewożących samoloty z hangarów pod pokładem na pokład startowy. Nie została ona jednak przyjęta do uzbrojenia z powodu znacznego przekroczenia masy startowej i niewystarczającej widoczności z kabiny podczas lądowania na lotniskowcu. Dalszego rozwoju maszyny zaprzestano w lipcu 1968 roku, zaś nowym myśliwcem marynarki stał się Grumman F-14 Tomcat. W 1965 roku zainteresowanie projektem wykazała Wielka Brytania, ale ze względu na prowadzone prace projektowe nad rodzimym BAC TSR-2, wstępne zamówienie anulowano. Jedynym użytkownikiem F-111 poza USA zostały Królewskie Siły Powietrzne Australii (RAAF).
F-111 był pierwszym produkowanym seryjnie samolotem ze zmienną geometrią skrzydeł i pierwszą maszyną tego rodzaju zdolną latać z prędkościami naddźwiękowymi. Mimo wielu niepodważalnych zalet, miał również szereg wad, takich jak wysoka cena i duża masa mechanizmu zmiany geometrii skrzydeł. Pomimo to, w wielu późniejszych konstrukcjach wykorzystano zmienną geometrię skrzydeł poczynając od radzieckich Su-17 z 1966, MiG-23 z 1967 i bombowca Tu-160 z 1981 roku, poprzez amerykański myśliwiec marynarki F-14 Tomcat z 1970 i bombowiec B-1B Lancer z roku 1974, aż po europejski Panavia Tornado zaprojektowany w 1974. Podobnym rozwiązaniem był radziecki Su-24 zbudowany w 1970 roku i bardzo podobny konstrukcyjnie do F-111, ale o gorszych osiągach.

## Konstrukcja

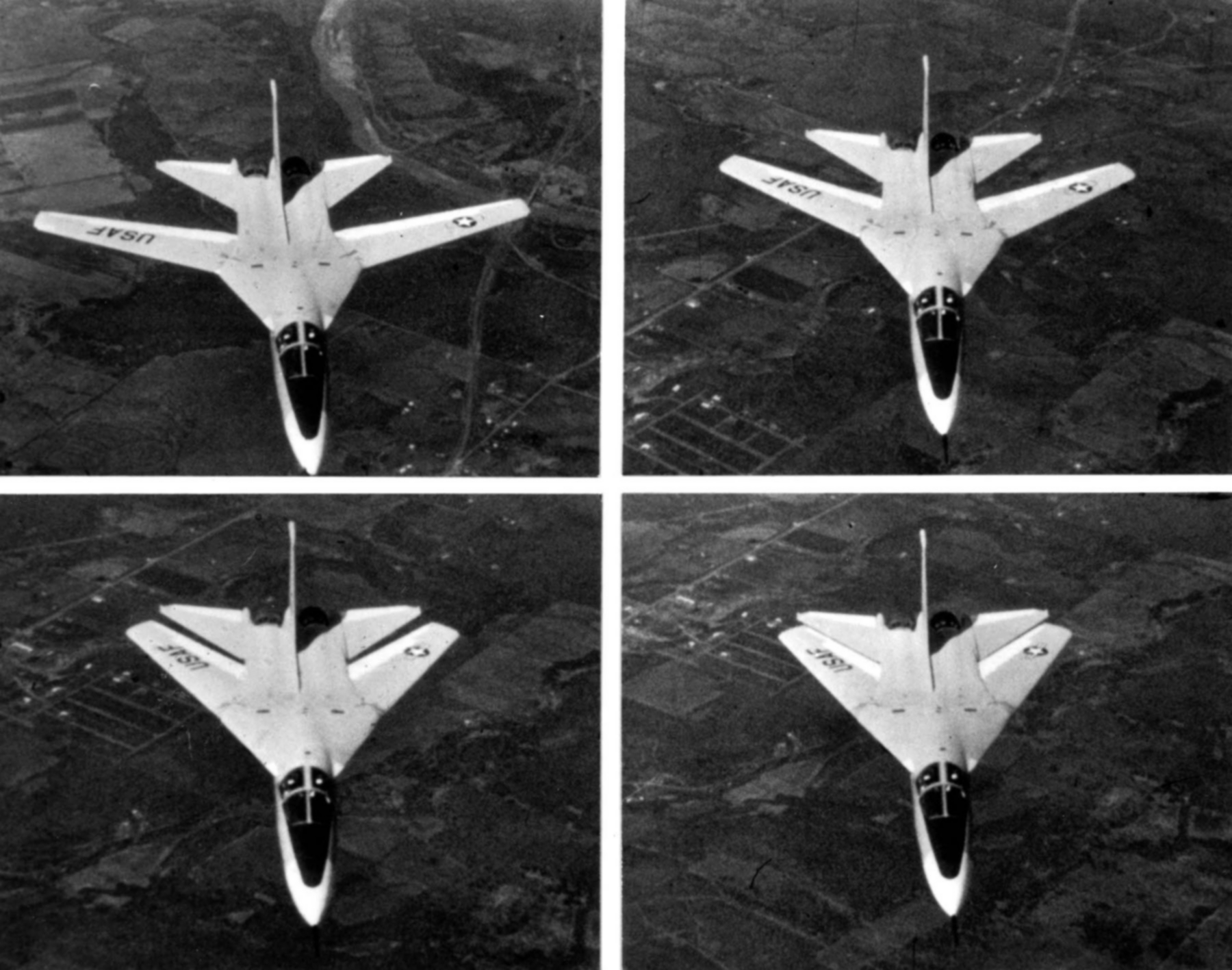
Demonstracja ustawienia skrzydeł F-111A pod różnymi kątami

F-111 został zaprojektowany jako samolot myśliwsko-bombowy zdolny do działań w każdych warunkach pogodowych, oraz przenikania obrony przeciwlotniczej przeciwnika na bardzo niskim pułapie. Maszyna została wyposażona w skrzydła o zmiennej geometrii umożliwiające ustawienie skosu w zakresie od 16 do 72,5 stopnia. Załogę stanowiło dwóch pilotów siedzących obok siebie w kokpicie stanowiącym kapsułę ratunkową wystrzeliwaną w całości w momencie zagrożenia życia załogi. Płatowiec zbudowano głównie ze stopów aluminium, stali oraz tytanu. Kadłub konstrukcji półskorupowej został wzmocniony panelami usztywniającymi oraz pokryciem z płyt o strukturze plastra miodu. Wewnątrz kadłuba zlokalizowano komorę uzbrojenia. Większość wersji F-111 została wyposażona w radar TFR (ang. Terrain-Following Radar) śledzący ukształtowanie terenu połączony z autopilotem i umożliwiający lot na bardzo niskim pułapie bez niebezpieczeństwa kolizji z przeszkodami terenowymi. Napęd maszyny stanowiły dwa silniki dwuprzepływowe Pratt & Whitney TF30 z dopalaczami. Zarówno skrzydła o zmiennej geometrii, kapsuła ratunkowa, radar TFR, jak i silniki dwuprzepływowe były całkiem nowymi technologiami wprowadzonymi po raz pierwszy właśnie w F-111.

### Uzbrojenie

#### Komora uzbrojenia
F-111 miał małą wewnętrzną komorę uzbrojenia w kadłubie umożliwiającą zamontowanie szerokiej gamy uzbrojenia lub wyposażenia.
- Działko: Wszystkie wersje bojowe (z wyjątkiem EF-111A, FB-111A i F-111G) mogą przenosić pojedyncze działko M61 Vulcan kalibru 20 mm z bardzo dużym zapasem amunicji (2084 pocisków) zamykanym pokrywą otwieraną przed rozpoczęciem strzelania. Chociaż działko tego typu było używane jako uzbrojenie pokładowe wielu samolotów amerykańskich sił powietrznych, to nigdy nie zostało wykorzystane bojowo i ostatecznie na początku lat 80. zostało wycofane z uzbrojenia. Również australijskie F-111C nie mają już na swoim wyposażeniu tego działka.
- Bomby: W komorze można było umieścić dwie konwencjonalne bomby, zazwyczaj Mk 117 o masie 340 kg, chociaż większe bomby włącznie z Mk 118 o masie 1400 kg, także mogły być przenoszone.
- Uzbrojenie nuklearne: Wszystkie wersje F-111 z wyjątkiem EF-111A i australijskich F-111C mogły być wyposażone w wolno spadające bomby atomowe: wersje bojowe przenosiły bomby B43, B57 lub B61, a FB-111A również B83. FB-111A mógł być również uzbrojony w dwa pociski rakietowe AGM-69 SRAM z głowicami jądrowymi (dodatkowe cztery takie pociski mogły być zamocowane pod skrzydłami).
- Sensory: F-111C i F-111F miały możliwość wykorzystania desygnatora laserowego do oznaczania celów dla bomb naprowadzanych laserowo, który wchodził w skład zestawu AN/AVQ-26 Pave Tack. Zestaw ten instalowano na obrotowej podstawie wciąganej do komory uzbrojenia gdy zestaw nie był wykorzystywany.
- Wyposażenie rozpoznawcze: Australijskie RF-111C przenosiły zestaw sensorów i kamer służących do misji rozpoznawczych. W skład zestawu wchodziła kamera Honeywell AN/AAD-5 działająca w podczerwieni, dwie panoramiczne Fairchild KA-56E do fotografowania na niskich i KA-93A4 wysokich pułapach, oraz parę kamer CAI KS-87C fotografujących boczne sfery. Możliwa była także rejestracja fotograficzna wskazań radaru.
- Pociski rakietowe: F-111B przeznaczono do przenoszenia w komorze uzbrojenia dwóch przeciwlotniczych pocisków rakietowych AIM-54 Phoenix. General Dynamics zaproponował konstrukcję umożliwiającą umieszczenie dwóch pocisków AIM-9 Sidewinder na trapezowym uchwycie wraz z bombą, ale nigdy nie zastosowano tego rozwiązania, montując w to miejsce działko.
- Inne wyposażenie: Istniała możliwość przenoszenia w komorze uzbrojenia dodatkowych zbiorników paliwa lub bagażu.

#### Uzbrojenie podwieszane
Projekt samolotu F-111 nie przewidywał umieszczania uzbrojenia podwieszanego na kadłubie, chociaż wyposażono go w dwa punkty mocowań. Pierwszy na pokrywie komory uzbrojenia, a drugi z tyłu kadłuba pomiędzy silnikami służący zazwyczaj do mocowania zasobnika z urządzeniami przeciwdziałania radioelektronicznego (ECM). Ze względu na to, że uzbrojenie przenoszone w komorze było niewystarczające dodano 8 punktów podwieszeń (pylonów) po 4 pod każdym ze skrzydeł o udźwigu 2722 kg każdy. Pylony wewnętrzne (3, 4, 5 i 6) zamontowano na stałej części skrzydła przed sworzniem, na którym obracały się płaty, a 4 pozostałe (1, 2, 7 i 8) na ruchomej części i mogły być one mocowane tylko po rozłożeniu skrzydeł pod kątem nie mniejszym niż 26°. Skrajnych węzłów podwieszeń (1 i 8) nigdy nie wykorzystywano, kolejna zewnętrzna para (2 i 7) była używana bardzo rzadko, jedynie do przenoszenia dodatkowych zbiorników paliwa. FB-111 i F-111G miały możliwość odstrzelenia pustych pylonów po wykorzystanym uzbrojeniu w celu zmniejszenia oporów powietrza.

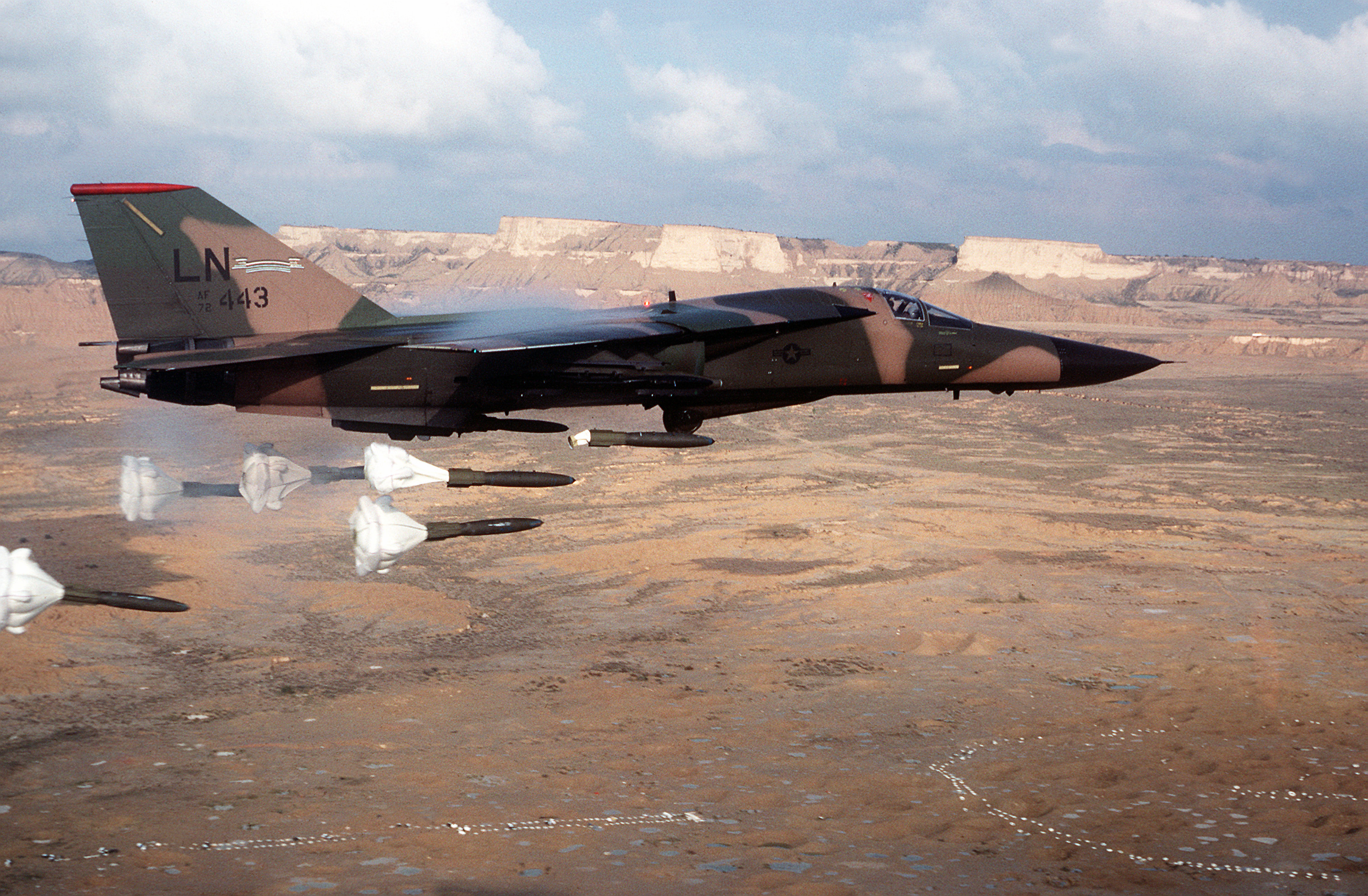
F-111F zrzucający bomby Mk 82

Główne uzbrojenie podwieszane należących do Sił Powietrznych Stanów Zjednoczonych samolotów F-111 stanowiły:
- Swobodnie opadające bomby ogólnego przeznaczenia:
  - Mk 82 – 227 kg
  - Mk 83 – 454 kg
  - Mk 84 – 907 kg
  - Mk 117 – 340 kg
- Bomby kasetowe
- BLU-109 – 907 kg przeciwbetonowa bomba penetrująca
- Naprowadzane laserowo bomby systemu Paveway:
  - GBU-10 – 907 kg
  - GBU-12 – 227 kg
  - GBU-28 – specjalna bomba penetrująca bunkry o masie 2177 kg, kadłuby bomb pierwszej serii zbudowano ze zużytych luf samobieżnych haubic M110, zbudowana pospiesznie dla celów wojny w Zatoce Perskiej
- BLU-107 Durandal – do niszczenia pasów startowych
- GBU-15 – naprowadzana elektro-optycznie bomba (używająca bomby Mk 84 lub BLU-109 ze zwykłą lub pracującą w podczerwieni głowicą telewizyjną od pocisku rakietowego AGM-65 Maverick)
- AGM-130 – bomba (przeważnie Mk 84 lub BLU-109 z systemem naprowadzającym od GBU-15 i przyspieszaczem rakietowym zmieniającym ją w pocisk rakietowy o zasięgu 64 km).
- Bomby atomowe:
  - B43 – o mocy 1MT
  - B61 – o mocy regulowanej 0,3 – 170 kT

Ponadto wszystkie F-111 mogły przenosić uzbrojenie naprowadzane laserowo, wraz z zestawem Pave Tack (np. F-111F i australijskie F-111C) umożliwiający oznaczenie celu. Maszyny bez desygnatorów mogły zrzucać laserowo naprowadzane bomby tylko w asyście innych naziemnych lub powietrznych laserowych urządzeń oznaczających cel.
Od wczesnych lat 80. wersje bojowe F-111 wyposażano w specjalne szyny umożliwiające zamontowanie na węzłach podwieszeń 3 i 6 dwóch przeciwlotniczych pocisków rakietowych AIM-9 Sidewinder do samoobrony. Używano raczej starszych typów AIM-9P, niż nowocześniejszych AIM-9L lub AIM-9M, ponieważ nowsze wersje nie były przystosowane do mocowania do szyn. Australijskie lotnictwo zastąpiło pociski Sidewinder przez AIM-132 ASRAAM.
FB-111A mógł przenosić to samo uzbrojenie konwencjonalne co wersje bojowe, ale częściej podwieszano pod niego dodatkowe zbiorniki paliwa lub bomby atomowe. Do ich wycofania w 1990 roku samolot mógł przenosić do czterech pocisków rakietowych AGM-69 SRAM z głowicami jądrowymi, chociaż najczęściej przenosił tylko dwie sztuki.
Australijskie F-111C nie miały możliwości przenoszenia broni jądrowej, ale mogły być wyposażone w rakietowe pociski przeciwokrętowe AGM-84 Harpoon, przeciwradarowe AGM-88 HARM lub pociski AGM-142 Popeye.

## Wersje samolotu F-111 i ich wykorzystanie bojowe
F-111 pozostawały w służbie w Siłach Powietrznych Stanów Zjednoczonych od roku 1967 do 1998. W Królewskich Australijskich Siłach Powietrznych od 1973 roku do 2010, zastąpione samolotami Boeing F/A-18E/F Super Hornet.

### F-111A

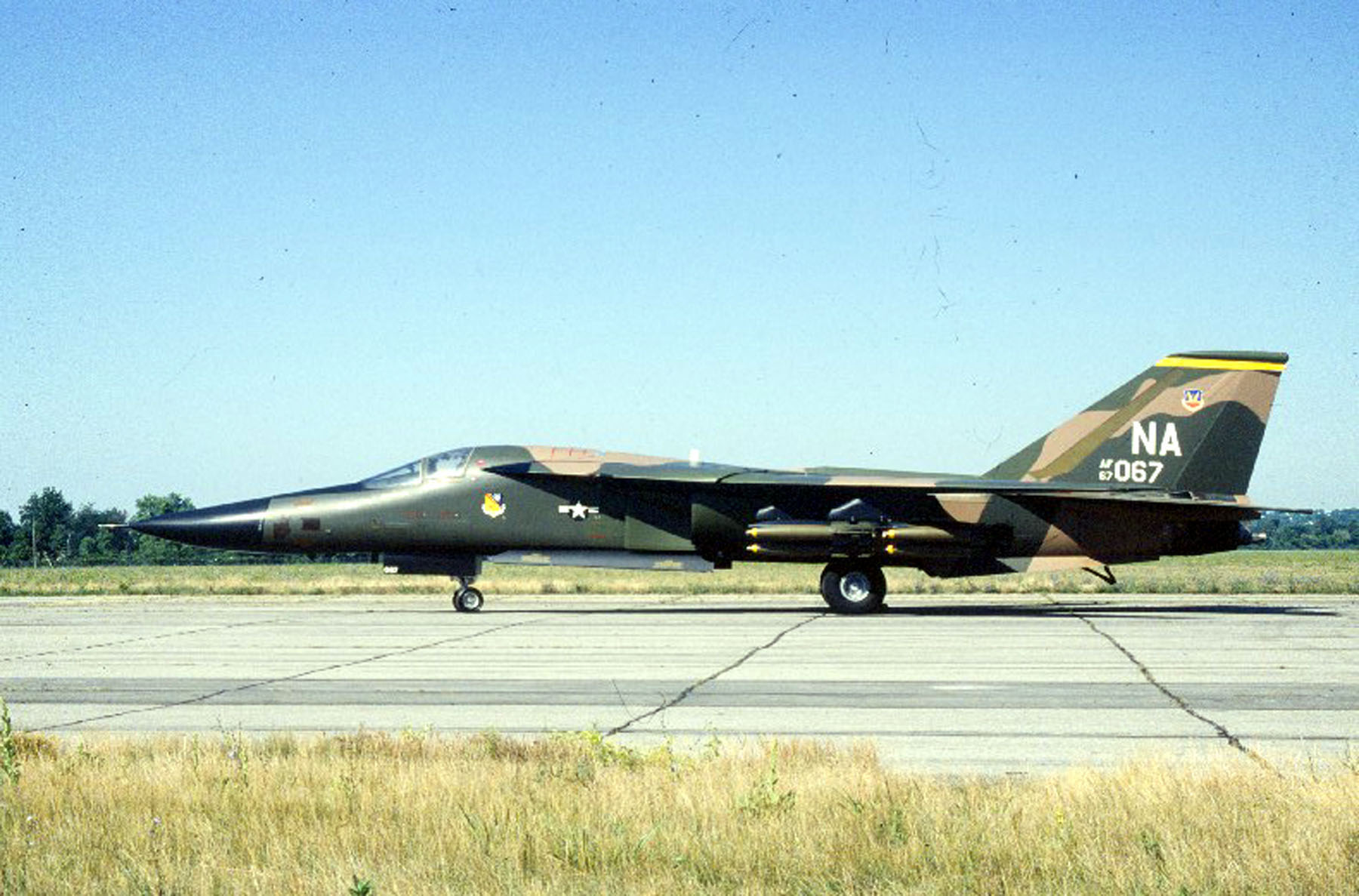
F-111 Aardvark należący do USAF

Pierwsza wersja produkcyjna samolotu F-111, wyposażona w dwa silniki TF30-P-3 o ciągu 53,38 kN i 82,29 kN z dopalaniem, oraz regulowanymi wlotami powietrza Triple Plow I, umożliwiającymi osiągnięcie prędkości 2,2 Macha (2325 km/h).
Ogólnie wyprodukowano 158 egzemplarzy samolotu w wersji F-111A, włączając w to 17 maszyn przedprodukcyjnych przerobionych później do standardu produkcyjnego.
Pierwsze F-111 dostarczono do jednostek 18 lipca 1967 skąd po krótkich testach w marcu 1968 roku sześć z nich wysłano w ramach programu Combat Lancer do Wietnamu w celu przeprowadzenia testów w warunkach bojowych. W ciągu miesiąca stracono trzy maszyny na skutek czego testy przerwano. Oceniono, że wszystkie utracone samoloty spadły ze względu na usterki techniczne usterzenia poziomego, a nie na skutek działań nieprzyjaciela.
W 1972 ponownie wysłano F-111 do Wietnamu. Zaletą działań tych maszyn w operacjach nad Północnym Wietnamem był brak konieczności tankowania w powietrzu i stosowania zewnętrznych systemów ECM. Ponadto mogły one operować w każdych warunkach atmosferycznych, a udźwig uzbrojenia był pięciokrotnie wyższy niż samolotu F-4 Phantom II. Wartość tego samolotu potwierdza wykonanie ponad 4000 misji bojowych przy stratach własnych tylko 6 maszyn.
W 1982 cztery F-111A zostały wysłane do Australii, gdzie przebudowano je do wersji C. Wyposażone w dłuższe skrzydła i wzmocnione podwozie od wersji C ostatecznie praktycznie nie różniły się od maszyn seryjnie produkowanych w tej wersji.
42 egzemplarze F-111A zostały przebudowane do wersji EF-111A Raven (ang. Kruk) – samolotu walki elektronicznej i do zakłócania radarów. Cechą odróżniającą tę wersję od standardowego F-111A była duża wybrzuszona gondola na szczycie statecznika pionowego zawierająca anteny odbiorcze. Ostatnie dwanaście Ravenów wycofano ze służby w 1998 roku zastępując je samolotami EA-6B Prowler.
Trzy egzemplarze przedprodukcyjne wersji A przekazano NASA do celów testowych.

### F-111B
Model ten miał być myśliwcem obrony powietrznej marynarki, spełniającym surowe wymagania zdolności przenoszenia ciężkich pocisków rakietowych dalekiego zasięgu do obrony lotniskowców przed potencjalnymi atakami radzieckich pocisków przeciwokrętowych. F-111B został wyposażony w radar dopplerowski Hughes AN/AWG-9 i do sześciu pocisków przeciwlotniczych AIM-54 Phoenix dalekiego zasięgu. Ze względu na brak doświadczenia wytwórni General Dynamics w konstrukcji samolotów bazujących na lotniskowcach przy konstrukcji tej wersji podjęto kooperację z Grummanem.
F-111B miał być kompromisem mającym zaspokoić bardzo różne potrzeby US Navy i USAF, ale tego kompromisu nigdy nie udało się osiągnąć. Samolot w wersji B był krótszy niż F-111A, aby umożliwić jego transport windami z hangarów na pokład lotniskowca, ale miał większą rozpiętość skrzydeł (21,3 m w porównaniu do 19,2 m) umożliwiającą loty na dłuższych dystansach. Chociaż US Navy chciała zastosować radar z anteną o średnicy 122 cm, to ze względu na konieczność trzymania się standardu musiała zadowolić się mniejszą anteną o promieniu 91,4 cm. Również masa maksymalna samolotu zgodnie z wymaganiami marynarki miała nie przekraczać 22686 kg, ale w ramach unifikacji przeforsowano samolot o masie 24955 kg. Takie postępowanie nie wróżyło powodzenia maszynie jako myśliwcowi marynarki.
Problem dużej masy prześladował wersję B od fazy projektowej. Już prototyp znacznie przekroczył zakładaną masę maksymalną ze względu na konieczność wprowadzenia zmian konstrukcyjnych płatowca i przystosowania go do innej specyfikacji służby na lotniskowcach co jeszcze pogorszyło sprawę, gdyż wzrost ciężaru powodował, że moc silników stawała się zbyt mała. Ponadto widoczność z kabiny, tak ważna podczas lądowania na lotniskowcu, była wręcz tragiczna, tak samo jak zdolność manewrowania przy niskich prędkościach, znacząco niższa niż samolotu F-4 Phantom II, którego F-111B miał być następcą. Tymczasem prowadzono prace nad zmniejszeniem masy maszyny o 20 aż do nawet 70%, które jednak nie przyniosły oczekiwanych efektów.
W październiku 1967 Marynarka Wojenna Stanów Zjednoczonych, ostatecznie przekonała się, że program samolotu F-111B nie odpowiada wymaganiom i w 1968 roku zdecydowała o jego przerwaniu. Pociski rakietowe Phoenix i radar zaprojektowany dla F-111 zostały ostatecznie wykorzystane w nowym samolocie F-14 Tomcat.

### F-111C

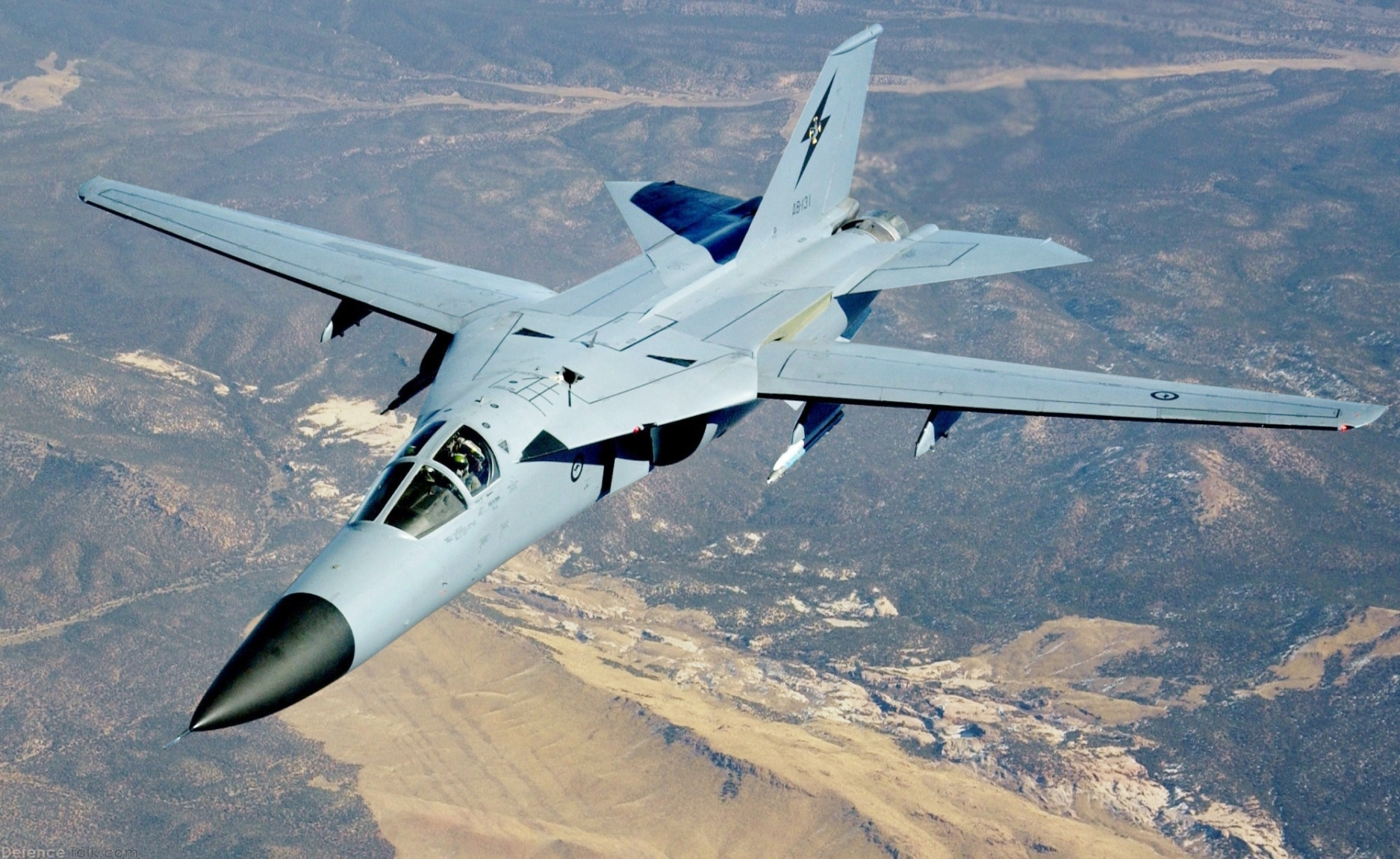
F-111C Aardvark Królewskich Sił Powietrznych Australii (RAAF)

Wersja eksportowa przeznaczona dla Australii, której wyposażenie elektroniczne stanowiła kombinacja awioniki z wersji F-111A i E ze wzmocnionym podwoziem od wersji F-111B i dłuższymi skrzydłami. Już w 1963 zamówiono 24 egzemplarze tej wersji, ale problemy z dostawą opóźniły jego wejście do służby aż do roku 1973.
Cztery samoloty zmodyfikowano do wersji rozpoznawczej RF-111C, zachowując jednak ich zdolności bojowe.
F-111C to jedyna i ostatnia wersja samolotu F-111, która najdłużej pozostawała w służbie. Maszyny te zostały wyposażone w urządzenia do laserowego oznaczania celów Pave Tack, a później także w ramach programu modernizacji awioniki w nowe radary AN/APQ-169 i Texas Instruments AN/APQ-171, żyroskopy laserowe, odbiornik GPS, nowoczesną szynę danych, komputer misji i wielofunkcyjne wyświetlacze w kabinie. Zmodernizowano również silniki do standardu TF30-P-108/109RA, uzyskując ciąg 93,4 kN.
Pod koniec 2001 w australijskich F-111C odkryto wady skrzydeł spowodowane zmęczeniem materiału w rezultacie czego w maju 2002 podjęto decyzję o wymianie płatów na pochodzące z wycofanych z amerykańskich sił powietrznych maszyn F-111F, które są składowane w AMARC (Aerospace Maintenance and Regeneration Center – centrum utrzymania i regeneracji statków powietrznych). Krótsze płaty zostały w Australii przedłużone do wymiarów identycznych jak w maszynach wersji F-111C i F-111G.
Kolejne modernizacje miały na celu utrzymanie australijskich F-111 w zdolności bojowej do czasu ich wycofania ze służby, które ostatecznie odbyło się 3 grudnia 2010 roku.

### F-111D
Zmodernizowana wersja F-111A wyposażona w nową awionikę Mark II, mocniejsze silniki, ulepszone wloty powietrza do silników, a także szklany kokpit. Pierwsze samoloty tej wersji zamówiono w 1967 roku, ale problemy rozwojowe maszyny opóźniły jej wejście do służby aż do 1974 roku. Łącznie zbudowano 96 egzemplarze F-111D.
W F-111D zastosowano nowe wloty powietrza typu Triple Plow 2 umieszczone około 10 cm dalej od kadłuba w celu zapobiegnięcia zasysania przez silniki zawirowanych strug powietrza z warstw opływających kadłub, które powodowały problemy z silnikami dwuprzepływowymi typu TF30. Do napędu maszyny zastosowano mocniejsze silniki TF30-P-3 o ciągu 53,4 kN i 82,3 kN z dopalaniem.
Nowa awionika Mark II, będąca systemem zintegrowanych urządzeń mikroprocesorowych początkowo była źródłem wielu kłopotów, spowodowanych głównie nieporozumieniami między producentami poszczególnych jego elementów. Po kilku latach dopracowano jednak systemy awioniczne wersji D do takiego poziomu, że stał się on najbardziej wszechstronną wersją F-111.
Planowanym uzbrojeniem dla tej wersji maszyny miały być pociski rakietowe AIM-7G-1 Sparrow i AIM-9L Sidewinder. Początkowe zamówienie wynosiło 315 maszyn, ale ze względu na znaczny wzrost kosztów nowej awioniki w 1969 ograniczono tę liczbę do 96 egzemplarzy. Dodatkowo planowano zbudować 60 maszyn w wersji RF-111D, ale ostatecznie zrezygnowano z nich na korzyść RF-111A.
Samolot w wersji F-111D nigdy nie został wyposażony w urządzenia Pave Tack bardzo użyteczne i tak charakterystyczne dla tego typu maszyn.
Produkcja maszyn została zakończona w lutym 1973 roku, a ostatnie F-111D wycofano ze służby w 1992 roku.

### F-111F

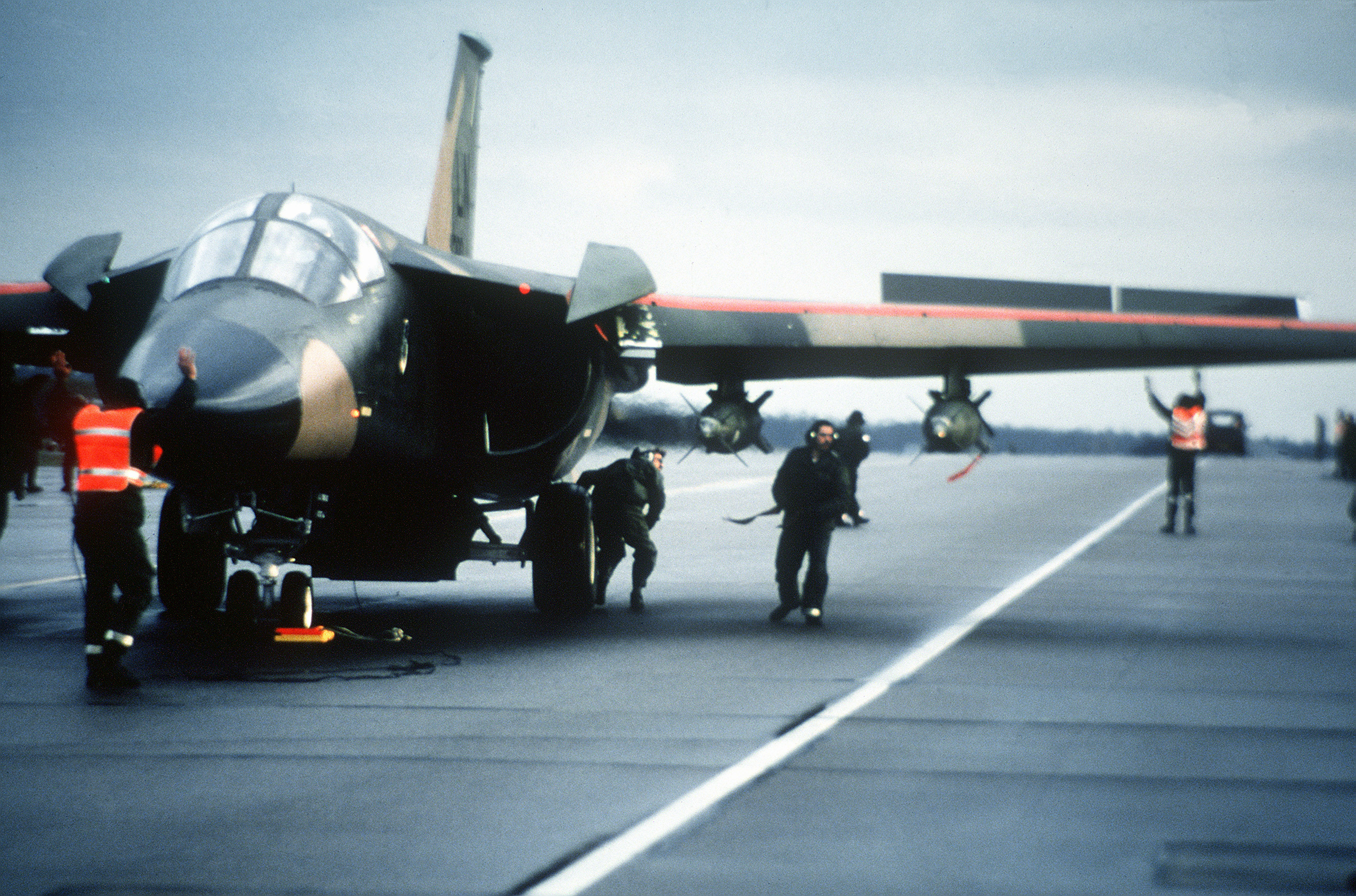
F-111F przed misją przeciwko Libii. Pod skrzydłami bomby GBU-10.

Ostatni wariant F-111 produkowany dla lotnictwa amerykańskiego wyposażony w nowocześniejszą, bardziej wydajną awionikę Mark IIB, lepszą niż w F-111E i bardziej niezawodną niż w modelu F-111D. Początkowo zamówiono 219 samolotów tego typu, ale w czerwcu 1970 ograniczono tę liczbę do 82. W marcu 1971 i w czerwcu 1972 zamówiono dwie dodatkowe partie po 12 egzemplarzy, co daje łączną liczbę 106 wyprodukowano maszyn tej wersji. Większość samolotów przydzielono do 48 Taktycznego Skrzydła Myśliwskiego stacjonującego w Lakenheath Wielkiej Brytanii.
Awionika Mark IIB F-111F wykorzystywała uproszczony radar typu AN/APQ-144 od wersji FB-111A, który nie dawał pełnych możliwości wykorzystywania samolotu jako bombowca strategicznego, ale dodatkowo pozwalał na obserwację pola walki w promieniu 4 km.
Komora uzbrojenia zazwyczaj zajęta była przez system desygnatora laserowego i obserwacji w podczerwieni AVQ-26 Pave Tack, później jednak zmieniono radar na nowocześniejszy AN/APQ-161, a w ramach programu modernizacji awioniki Pacer Strike, dodano kolejne nowe urządzenia elektroniczne i nowoczesną szynę danych.
Samoloty F-111F wyposażono we wloty powietrza Triple Plow 2 i znacznie mocniejsze silniki dwuprzepływowe TF30-100 o ciągu 111,6 kN z dopalaczem. Modyfikacja ta pozwalała na osiągnięcie prędkości maksymalnej 2,5 Macha, a sam samolot bez uzbrojenia był zdolny lecieć z prędkością naddźwiękową bez użycia dopalacza (własność supercruise).
Pierwszy lot bojowy samolotu F-111F odbył się w 1986 roku podczas akcji przeciwko Libii, a później równie dobrze spisywał się on podczas operacji Pustynna Burza w roli samolotu oświetlającego cele desygnatorem laserowym dla innych maszyn zrzucających uzbrojenie naprowadzane laserowo. Podczas wykonywania zadań w Zatoce Perskiej samoloty F-111F wykazały się bardzo dużą skutecznością ze stosunkiem misji zakończonych sukcesem do nieudanych wynoszącym 3,2:1. Wartość ta jest o 47% większą niż drugiego pod względem skuteczności F-16 Fighting Falcon.
Proponowano różne warianty unowocześnienia samolotu F-111F, łącznie z adaptacją silników General Electric F110, takich samych, jakich użyto do napędzania samolotu F-14D Tomcat, jednak żadna modyfikacja nie doszła do skutku ze względu na naciski polityczne dotyczące planów wprowadzenia nowych samolotów F-22 Raptor. W rezultacie 27 lipca 1996 roku ostatecznie wycofano samoloty F-111 z uzbrojenia Sił Powietrznych Stanów Zjednoczonych zastępując je wielozadaniowym F-15E Strike Eagle.

### Bombowiec strategiczny FB-111A

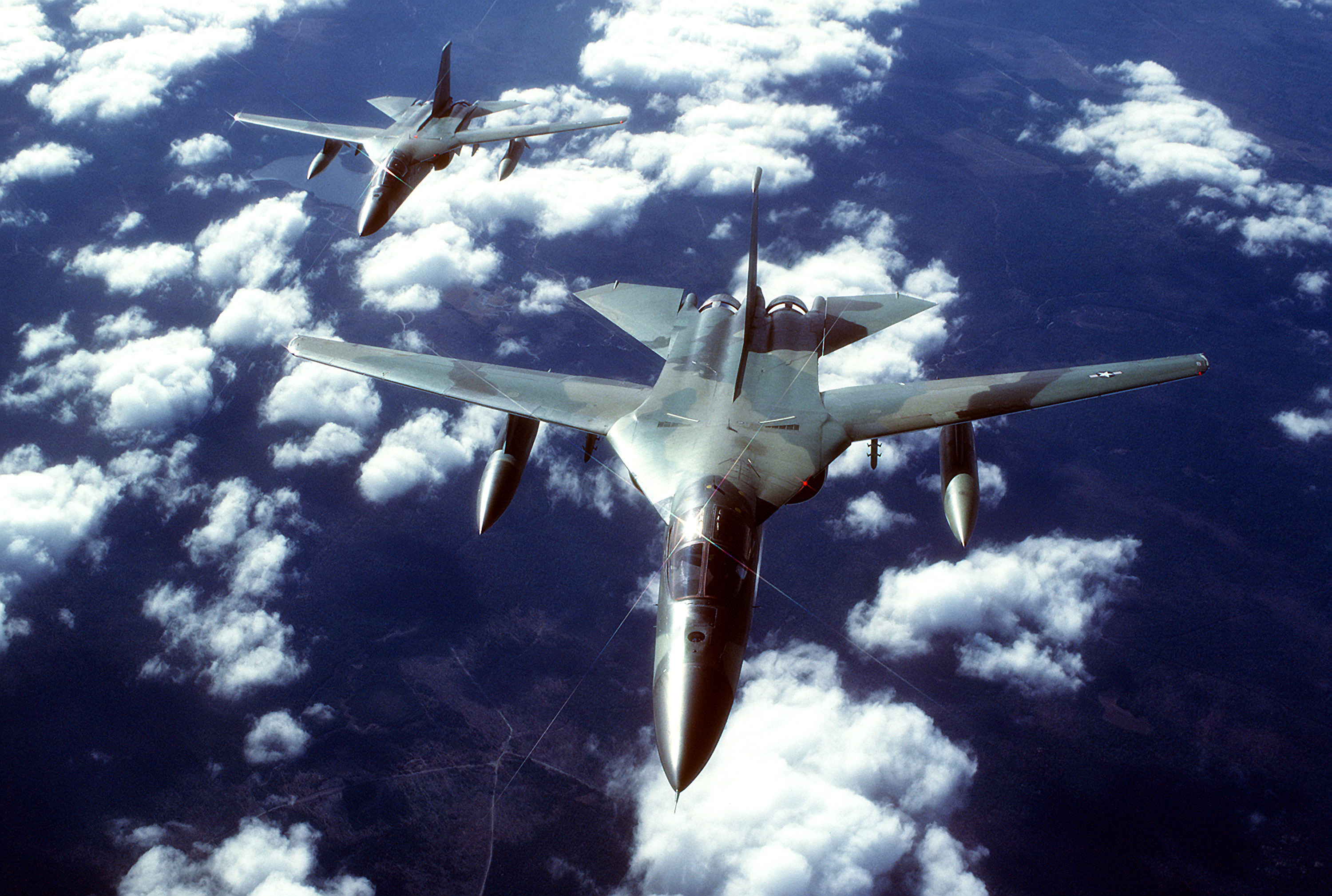
Formacja bombowców FB-111

Wersja rozwojowa samolotu przystosowana do roli bombowca strategicznego, która miała zastąpić samolot Convair B-58 Hustler i wczesne modele bombowców Boeing B-52 Stratofortress. Ze względu na powolny przebieg prac rozwojowych nad nowym bombowcem strategicznym B-1 Lancer i starzenie się floty bombowców B-52 postanowiono, że w celu zapobieżenia osłabieniu sił uderzeniowych USAF, zostaną wprowadzone do służby 263 samoloty F-111. Ostatecznie zmniejszono zamówienie do 76 egzemplarzy, z których pierwszy dostarczono w 1968 roku. Samolot FB-111A nigdy nie miał oficjalnej nazwy, ale nieformalnie nazywano go Switchblade (ang. Nóż sprężynowy).
FB-111A był o 325 mm dłuższy od standardowego F-111A, dzięki czemu pojemność zbiorników paliwa wzrosła z 29 307 litrów do 34 909 litrów. Wyposażono go w dłuższe skrzydła od modeli z których zrezygnowano (F-111B i F-111K) dla zapewnienia większego zasięgu, i wzmocnione podwozie główne kompensujące większą masę startową, która wzrosła do 54105 kg. Zespół napędowy stanowiły silniki TF30-P-7 o ciągu 55,58 kN i 90,49 kN z dopalaczem i wlotami powietrza Triple Plow 2.
Wyposażenie awioniczne samolotu FB-111A w wersji SAC Mk IIB zawierało radary i radiowysokościomierz takie same jak w wersji F-111A. Ponadto dodano wyposażenie astronawigacyjne umożliwiające utrzymanie kursu na podstawie pozycji gwiazd (takie samo jak zastosowane w rozpoznawczym SR-71 Blackbird). Unikatową cechą FB-111A był zintegrowany system automatycznej kontroli lotu umożliwiający zautomatyzowany lot na pułapie poniżej 60 metrów z bardzo dużą prędkością również w niekorzystnych warunkach pogodowych.
Uzbrojenie bombowca stanowiły cztery pociski rakietowe Boeing AGM-69 SRAM, z których dwa znajdowały się w powiększonej w porównaniu do standardowej wersji F-111A komorze uzbrojenia, a kolejne dwa podwieszano pod skrzydłami. Poza pociskami rakietowymi typowym uzbrojeniem były swobodnie opadające bomby z głowicami jądrowymi, a także bomby konwencjonalne. FB-111A mógł przenosić do 24 konwencjonalnych bomb, zazwyczaj 340 kilogramowych M117 (lub innych o całkowitej masie 17000 kg), 15 bomb atomowych lub sześciu pocisków AGM-69 SRAM z głowicami atomowymi.
Po wprowadzeniu do uzbrojenia nowego bombowca strategicznego Rockwell B-1B Lancer, niepotrzebne FB-111 przebudowano na wersję F-111G, która używana była głównie do szkolenia.
Wersja F-111G nie pozostała zbyt długo na wyposażeniu amerykańskich sił powietrznych i została wycofana już w 1993 roku. Ostatnie piętnaście egzemplarzy sprzedano do Australii jako uzupełnienie dla F-111C.
W 1979 zaproponowano zbudowanie unowocześnionej wersji FB-111B wyposażonej w mocniejsze silniki General Electric F101 zamiast wykorzystywanych w wersji FB-111A Pratt&Whitney TF30. Zamierzano również wydłużyć kadłub do 26,88 m i umożliwić przenoszenie pod skrzydłami dodatkowych pocisków AGM-69 SRAM. Do tej wersji miało być przebudowanych 155 maszyn wcześniejszych odmian F-111D i FB-111A, ale ze względu na zbyt wysoki koszt projektu zrezygnowano z niego.
Mniej więcej w tym samym czasie, w 1977 roku powstał projekt znacznej przebudowy i powiększenia maszyny do wersji F-111H, zdolnej konkurować z bombowcem Rockwell B-1 Lancer. Maszyna była bardzo podobna do proponowanego FB-111B, z nowocześniejszą awioniką i silnikami General Electric F101, oraz sześcioma węzłami podwieszeń pod skrzydłami, ale miała ona znacznie większa komorę uzbrojenia zdolną pomieścić do 12 pocisków AGM-69 SRAM. Planowano, że maksymalnie maszyna będzie przenosić 12 pocisków manewrujących wewnątrz kadłuba i cztery typu SRAM pod skrzydłami. Współzawodnictwo wygrała jednak wytwórnia Rockwell z B-1 Lancer, natomiast FB-111H nigdy nie wyszedł poza fazę projektową.

### FB-111G
Niezrealizowany projekt bombowca przeznaczonego dla Strategic Air Command, zaproponowanego przez General Dynamics w pierwszej połowie lat 70. Nowa konstrukcja miała dysponować większą komorą bombową, dłuższym kadłubem, zmodyfikowaną aerodynamiką, zwiększonym zapasem paliwa. Samolot miał być zdolny do przenoszenia czterech pocisków AGM-69 SRAM na odległość 6597 km w locie na dużej wysokości lub 3540 km ale w locie odbywającym się na niskim pułapie. W obliczu problemów technicznych trapiących flotę F-111 w owym okresie, FB-111G nie doczekał się realizacji.

### FB-111M
Niezrealizowana wersja samolotu przeznaczona dla Strategic Air Command. Informacja o możliwości wybudowania nowej wersji bombowca, znalazła się w 1965 roku w dokumencie przewidującym rozwoju amerykańskich sił strategicznych na lata 1967 - 1971. Wersja określana jako FB-111M, miała być powiększonym wariantem FB-111A. Nowa konstrukcja miała mieścić w powiększonym kadłubie trzyosobową załogę. W porównaniu do samolotu FB-111A, maksymalna masa startowa miała wzrosnąć o 9080 kg. Aby uporać się z większą masą, planowano przekonstruować podwozie główne, podwoić koła podwozia głównego w układzie tandem. Maszyna miała dysponować większym o około 10 % w porównaniu do FB-111A zasięgiem. Ostatecznie nie doszło do realizacji projektu.

### Samolot walki radioelektronicznej EF-111A Raven

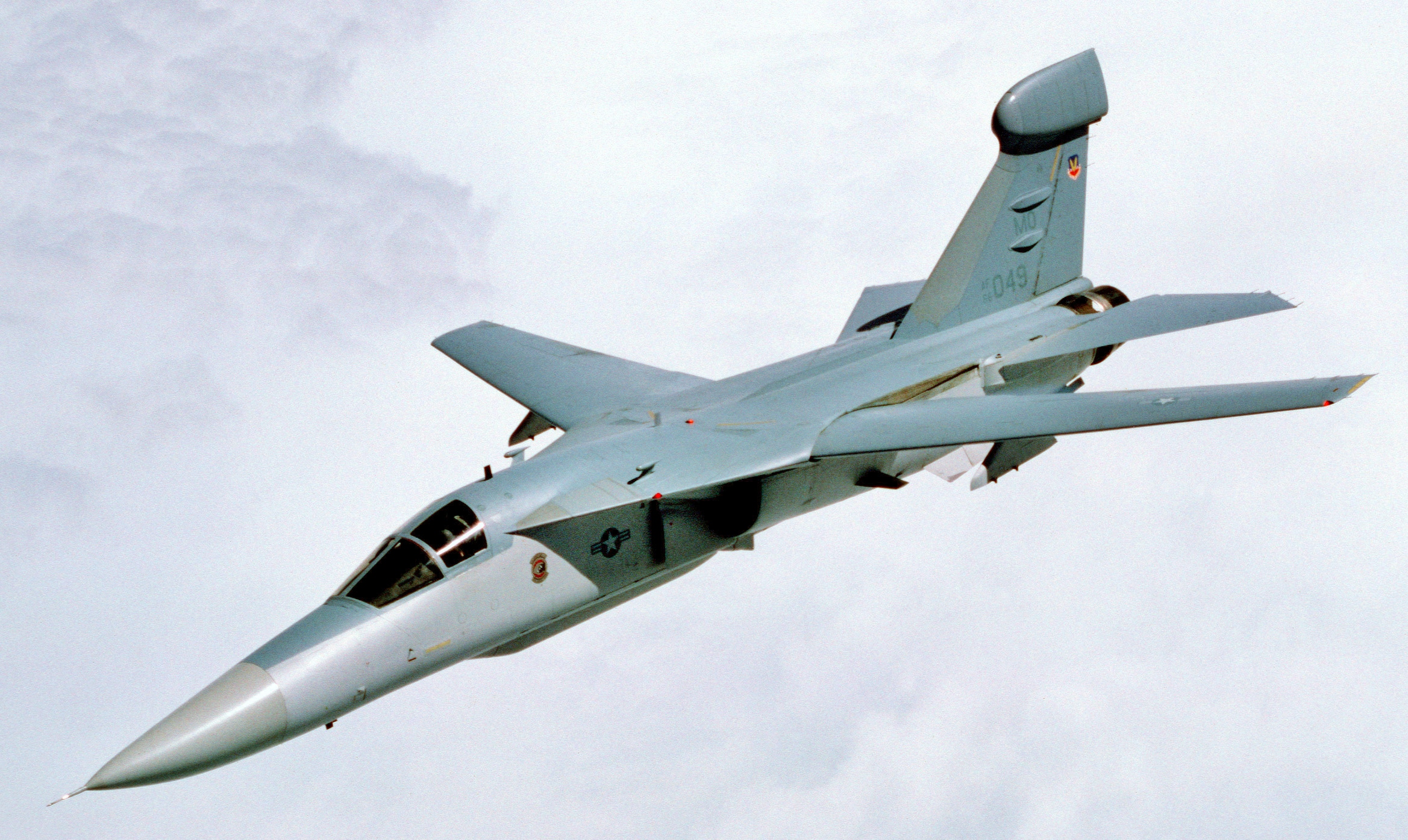
Samolot walki elektronicznej EF-111A Raven

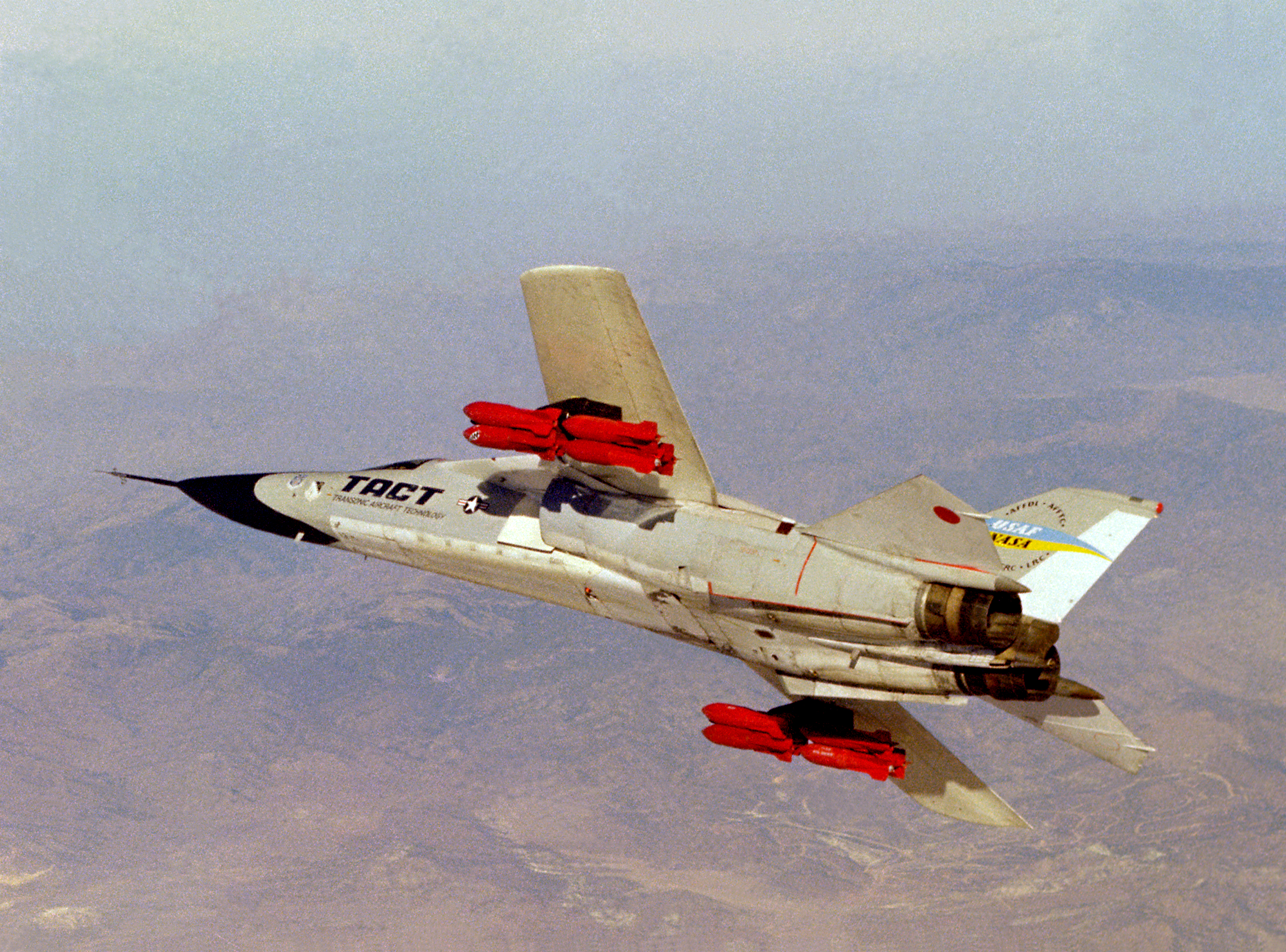
TACT F-111

W celu zastąpienia przestarzałego samolotu Douglas EB-66, Siły Powietrzne Stanów Zjednoczonych złożyły w 1972 roku zamówienie na przekonstruowanie istniejących F-111A do roli samolotów walki elektronicznej ECM. Zdawano sobie sprawę z istnienia wykorzystywanego przez marynarkę samolotu Grumman EA-6B Prowler, ale USAF było niechętne wprowadzeniu na uzbrojenie takiej samej maszyny jak US Navy.
Kontrakt na modernizację maszyny do wersji EF-111A wygrała w 1974 roku firma Grumman. Pierwszy w pełni wyposażony samolot wzbił się w powietrze 10 marca 1977 roku, a do służby trafił w roku 1981. Łącznie zmodernizowano 42 egzemplarze, z których ostatni dostarczono pod koniec 1985 roku. EF-111A został oficjalnie nazwany Raven (Kruk), ale często przezywano go imieniem „Spark 'Vark” (zlepek nazw Spark – iskra i Vark – skrót nazwy Aardvark) lub rzadziej „Fat tail” (Tłusty ogon) od charakterystycznej gondoli z antenami zainstalowanej na szczycie statecznika pionowego. Inną nazwą tej wersji maszyny był „Electronic Fox” (Elektroniczny Lis).
Raven wykorzystywał systemy nawigacyjne wersji F-111A z unowocześnionym radarem AN/APQ-160. Główną cechą maszyn był system zakłócający AN/ALQ-99E będący wersją rozwojową stosowanego w marynarce na samolotach Prowler systemu ALQ-99. Główne wyposażenie elektroniczne o masie 2723 kg zainstalowano w komorze uzbrojenia z wystającymi antenami nadawczymi osłoniętymi obudową w kształcie łodzi o długości 4,88 m. Anteny odbiorcze zainstalowano na szczycie znacznie wzmocnionego statecznika pionowego podobnie jak w samolotach EA-6B Prowler. Dodatkowo zainstalowano na pokładzie wydajniejsze generatory elektryczne o mocy 90 VA (standardowo 60 VA), oraz urządzenia chłodzące wyposażenie elektroniczne.
Wyposażenie kabiny zmodyfikowano w taki sposób, aby wszystkie urządzenia kontroli lotu i nawigacji (poza przepustnicą) przeniesiono na stronę pilota, a drugi członek załogi zajmował się tylko obsługą urządzeń walki elektronicznej.
Generalnie samoloty EF-111 nie były uzbrojone, chociaż incydentalnie zdarzało się, że wyposażano je w dwa pociski rakietowe AIM-9 Sidewinder do samoobrony. Standardowym środkiem obronnym maszyny była ucieczka ułatwiona jego dużą zwrotnością i przyspieszeniem. EF-111 nie miał możliwości wystrzeliwania przeciwradarowych pocisków rakietowych AGM-45 Shrike, AGM-78 Standard ARM ani AGM-88 HARM.
W 1986 samoloty EF-111A wyposażono w mocniejsze silniki, takie same jak w wersji D TF30-P-9 o ciągu 53,4 kN i 82,3 kN z dopalaczem.
Pierwszą misją bojową Ravenów była operacja Eldorado Canyon – zakłócanie instalacji radarowych podczas nocnego ataku na cele w Libii, który miał miejsce z 14 na 15 kwietnia 1986 roku.
W 1991 roku osiemnaście samolotów EF-111A zostało skierowanych w rejon Zatoki Perskiej w celu wsparcia operacji Pustynna Burza, podczas której wykonały ponad 900 zadań.
17 stycznia 1991 roku na EF-111A odniesiono jedno zwycięstwo w walce powietrznej, gdy iracki Mirage F1 rozbił się w czasie pościgu za, uciekającym na minimalnej wysokości, Ravenem.
W maju 1998 roku wycofano ze służby ostatni z Ravenów, a ich rolę przejęły samoloty EA-6B Prowler takie same jak używane przez US Navy, które docelowo mają zostać zastąpione przez nowoczesne EA-18G Growler zbudowane na bazie Boeing F/A-18E/F Super Hornet.

### TACT F-111
Jeden z F-111A został przebudowany przez NASA w ramach programu TACT (Transonic Aircraft Technology), którego zadaniem jest testowanie eksperymentalnego typu odkształcalnego skrzydła (Mission Adaptive Wing) zbudowanego z włókna szklanego. Celem programu jest opracowanie nowych technologii poprawiających charakterystyki skrzydeł.

### RF-111C
Wersja rozpoznania fotograficznego. Maszyny powstały w wyniku modyfikacji australijskich F-111C. Wyposażenie fotograficzne przenoszone było na specjalnej palecie, umieszczanej w komorze bombowej samolotu. Znalazły się tam dwa aparaty do zdjęć pionowych KS-87C. Panoramiczny aparat przeznaczony do wykorzystania na małej wysokości KA-56E. Aparat panoramiczny KA-93A4 przeznaczony do użycia na wysokim pułapie. Liniowy skaner podczerwieni AN/AAD-5A. Powstały cztery samoloty w wersji RF-111C. Nosiły one numery seryjne AB-126, AB-134, AB-143 i AB-146.

### Problemy
Pomimo użycia tytanu masa startowa maszyny była bardzo duża. Dodatkowo – ponieważ klapa zamykająca luk podwozia głównego była podczas startu odchylona – samolot musiał używać dopalaczy, aby bezpiecznie wystartować. Wiązało się to z dużym przyrostem w zużyciu paliwa. Baza podwozia głównego była wąska co utrudniało lądowanie. Pojedyncze koła podwozia głównego ulegały szybkiemu zużyciu. Podczas zmiany kąta skosu skrzydeł występowały zaburzenia statecznosci podłużnej, wymagające akcji pilota.
Najpoważniejszym problemem był przyjęty system ratowniczy dla załogi – szczególnym problemem była duża pionowa prędkość opadania kapsuły z załogą na spadochronie; znane są przypadki rozlicznych urazów załogi przy lądowaniu.

## Użytkownicy zagraniczni

### Australia

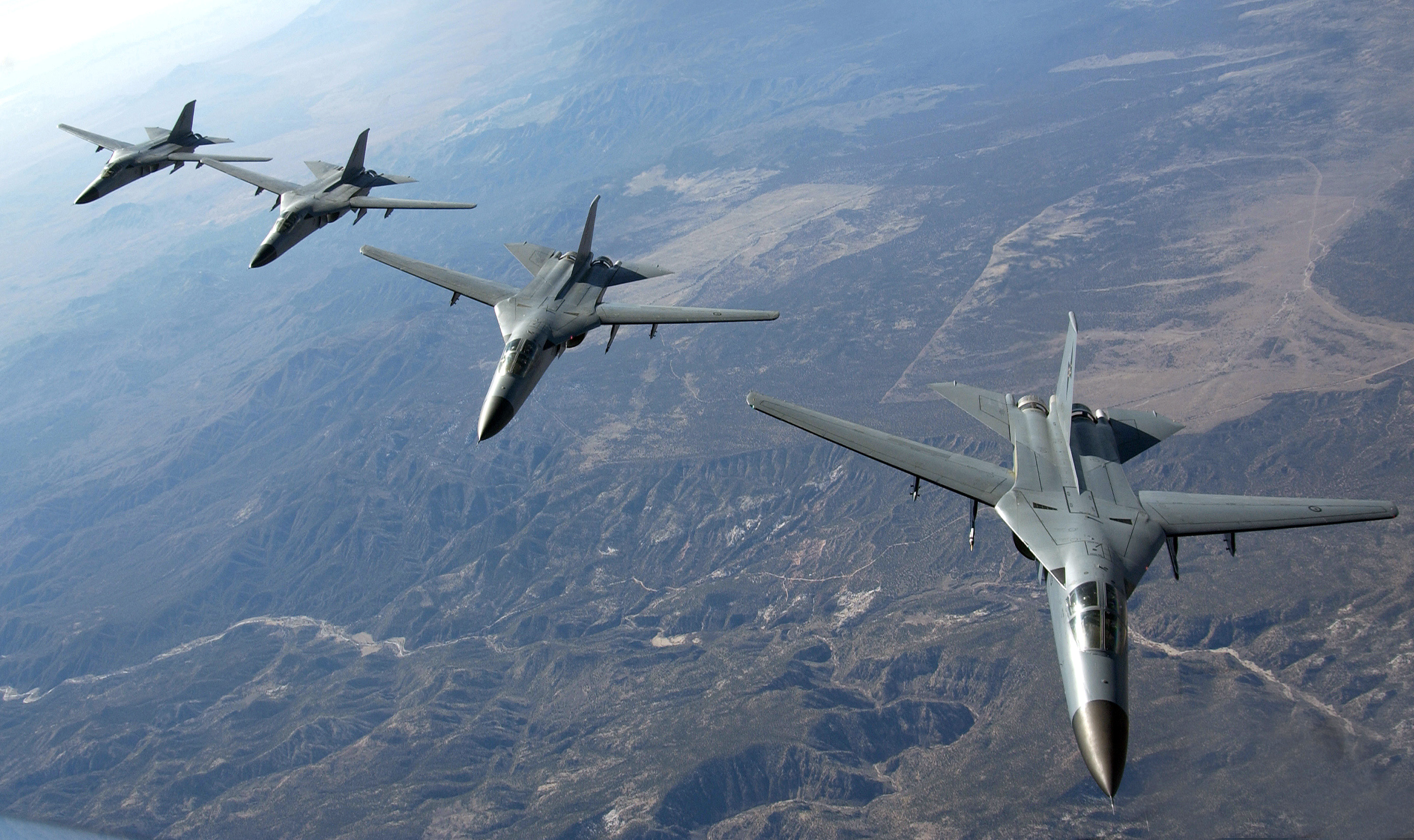
Cztery australijskie „świnie” w locie

Na początku lat 60. XX wieku Royal Australian Air Force stanęły przed koniecznością znalezienia następcy dla starzejącej się floty brytyjskich bombowców English Electric Canberra. Pod uwagę brano zakup francuskich Dassault Mirage IV, brytyjskich BAC TSR-2, amerykańskich McDonnell Douglas F-4 Phantom II, North American A-5 Vigilante lub F-111. Z uwagi na cenę i zbyt mały zasięg jak na oczekiwania Australijczyków z rywalizacji odpadły Mirage IV i F-4. Z kolei perturbacje programu BAC TSR-2 nie gwarantowały jego szybkiego zakończenia i wprowadzenia do służby. Rostyrzygając pomiędzy pozostałymi samolotami, w październiku 1963 roku, australijski rząd zapowiedział zamiar zakupu 24 maszyn F-111 i to pomimo niespełniania przez nie wymagań dotyczących oczekiwanego zasięgu. Głównym czynnikiem, który przechylił szalę na korzyść F-111 były bardzo preferencyjne warunki zakupu samolotu, jakie zaproponował Australii sekretarz obrony USA Robert McNamara. Ostatecznie do podpisania umowy zakupu doszło w czerwcu 1964 roku. Pierwotne zamówienie obejmowało 18 maszyn F-111A i 6 RF-111A ale w 1966 roku podjęto decyzję o modyfikacji samolotów, mających uzyskać wymagany zasięg lotu. Zmodyfikowane maszyny otrzymały między innymi nowe skrzydła o powiększonej rozpiętości, mieszczące większe zbiorniki paliwa i wzmocnione podwozie pochodząca od FB-111A. Złącze do tankowania paliwa w powietrzu przy użyciu sztynwego bomu. Nowa wersja otrzymała oznaczenia F-111C. Oficjalnie pierwszy F-111C przyjęto na uzbrojenie we wrześniu 1968 roku jednak samoloty nie dotarły wówczas do Australii. Użytkowane w US Air Force F-111 trapiły problemy techniczne, doszło do katastrof F-111, spowodowanych urywaniem się ich skrzydeł. Przeznaczone dla Australii F-111C zmagazynowano na terenie USA, czekając na wyjaśnienie przyczyn wypadków i naniesienie potencjalnych modyfikacji, mających zapobiec dalszym awariom. Do tego czasu Siły Powietrzne Stanów Zjednoczonych wydzierżawiły Australii 24 samoloty F-4 Phantom II. Ostatecznie po między innymi wymianie centropłatów, 1 czerwca 1973 roku pierwsze pięć maszyn dotarło do Australii. Całe zamówienie zrealizowano do grudnia tego samego roku.
W australijskiej nomenklaturze wojskowej F-111 nosi popularną nazwę Pig (ang. „świnia”), którą nadano ze względu na zdolność samolotu do „buszowania w krzakach”, czyli lotu z wykorzystaniem radaru na bardzo niskim pułapie, tuż nad powierzchnią ziemi. Inna wersja mówi, że nazwa ta pochodzi od nazwy modelu Aardvark, która oznacza mrównika, ale wywodzi się z języka afrikaans i w tłumaczeniu na angielski oznacza dosłownie ziemną świnię (earth pig).
Samoloty F-111C weszły wyposażenie 1 i 6 Dywizjonu 82 Skrzydła stacjonujących w bazie RAAF w Amberley. Gdy okazało się, że wersja rozpoznawcza RF-111A nie weszła ostatecznie do produkcji seryjnej, w 1978 roku rozpoczęto program modyfikacji czterech F-111C do wersji rozpoznania fotograficznego, oznaczonej jako RF-111C. Program zakończył się na przełomie 1979/1980 roku. W 1982 zakupiono cztery następne F-111, tym razem w wersji A, które miały zastąpić wyeksploatowane maszyny i które zmodernizowano do standardu wersji C już w Australii. W 1992 Australia zakupiła 15 dodatkowych maszyn w wersji F-111G.
Już po zakupie F-111G samoloty wersji C otrzymały zmodernizowaną, cyfrową awionikę w ramach programu AUC (Avionic Upgrade Programme) co zwiększyło możliwości wzajemnej kooperacji maszyn w wersjach C i G. W tym samym czasie w obu wersjach wymieniono silniki na TF30-P-109 (model C), oraz na opracowane w Australii na podstawie oryginalnych silników Pratt&Whitney TF-30-P-108 (model G).
W Australii samoloty F-111 używane są głównie do patrolowanie australijskich wód terytorialnych. Jedynym aktywnym dywizjonem w czasie pokoju jest 1 Dywizjon (Strike and Reconnaisance – uderzeniowy i rozpoznawczy), a 6 Dywizjon może być reaktywowany w razie zagrożenia wojną. Podczas wojny do zadań dywizjonów ma należeć ochrona australijskich wód terytorialnych i ewentualne misje uderzeniowe na okręty czy terytorium zajęte przez przeciwnika.
Australijski F-111 uzbrojone są w bomby Mk 82 i 84, Paveway oraz pociski Harpoon i planuje się ich wyposażenie w nowe AGM-142 Raptor.
Maszyny F-111 są czasami wykorzystywane do celów reprezentacyjnych czy propagandowych, np. w czasie popularnych imprez sportowych. Są również częstymi gośćmi odbywających się w Australii zawodów Grand Prix Formuły 1, gdzie elementem pokazu jest Torching spektakularna „pochodnia” uzyskana dzięki włączeniu dopalacza w czasie spuszczanie paliwa w locie, co powoduje powstanie za samolotem długiego pióropusza ognia. Pokaz ten został zaprezentowany między innymi w czasie ceremonii zamknięcia Olimpiady w Sydney w 2000.
Samoloty zostały wycofane ze służby w 2010 roku, służące w RAAF 37 lat samoloty zostały pożegnane specjalnym publicznym przelotem 82 Skrzydła.

### Wielka Brytania
W 1965 przez rząd brytyjski anulował projektu samolotu BAC TSR-2, tłumacząc swoją decyzję między innymi zbyt dużymi kosztami w porównaniu do amerykańskiego programu TFX, którego efektem był F-111. Jeszcze przed decyzją o zakończeniu programu budowy własnej maszyny, rozważano pozyskanie jego następcy. Po odrzuceniu propozycji daleko odbiegających od wymagań Royal Air Force, którymi były modyfikacje English Electric Canberra, Blackburn Buccaneer czy Dassault Mirage IV (z brytyjskim silnikiem Rolls-Royce Spey oznaczony wstępnie jako Spey-Mirage IV) podjęto decyzję o zakupię amerykańskiego F-111K. Odmiana ta bazowała na F-111A, ale została zmodyfikowana pod kątem wykorzystania brytyjskiego wyposażenia i uzbrojenia. Zmiany objęły przebudowę komory uzbrojenia do przenoszenia pocisków przeciwradarowych Martel, dodanie składanej sondy do tankowania w powietrzu i wykorzystanie wzmocnionego podwozia od FB-111A umożliwiającego większy udźwig uzbrojenia. Wstępne plany, opublikowane w białej księdze obrony w lutym 1966 roku zakładały pozyskanie 50 samolotów F-111K, w tym czterech maszyn szkolno-treningowych TF-111K. W efekcie 22 marca 1967 roku podpisano umowę na zakup pierwszych 10 samolotów a 29 marca tego samego roku, kolejnych czterdziestu. Prace postępowały szybko i już 18 września 1967 roku rozpoczęto końcowy montaż pierwszego egzemplarza przeznaczonego dla RAF. Prototypy wersji szturmowej i treningowej TF-111K zostały zaprojektowane, a ich produkcja ukończona w znacznym stopniu, ale na rok przed finalizacją prac,16 stycznia 1968 roku zamówienie odwołano. Dodatkowe obliczenia wykazały, że zakładany zasięg i prędkość na dużym pułapie byłyby gorsze niż się spodziewano. W tym okresie nastąpił również znaczny spadek kursu brytyjskiego funta wobec amerykańskiego dolara, co zaowocowało znacznym wzrostem kosztów całego przedsięwzięcia. W zamian zakupiono samoloty Buccaneer i F-4 Phantom II. Dwa częściowo ukończone egzemplarze brytyjskich F-111, zostały przejęte przez US Air Force pod oznaczeniem YF-111A ale ostatecznie nigdy nie dokończono ich budowy.